# Mazar-e Šarif
Mazar-e Šarif je četvrti grad po veličini u Afganistanu i najveći grad na sjeveru zemlje. U gradu je značajno islamsko svetište Hazrat Ali za koje se smatra da je u njemu grobnica imama Alije ibn Abi Taliba. To se smatra u Afganistanu, a ostali muslimani smatraju da je grobnica imama Alije u Nadžafu u Iraku.

## Povijest
Mazar-e Šarif je nastao kao islamsko svetište u blizini starog grada Balha koji je kroz povijest bio najveći grad u tom prostoru i glavni centar više država. Svetište je nastalo u 12. st. kad je lokalni mula sanjao da je u blizini Balha grobnica imama Alije i tamo sagradio džamiju koja je postala mjesto hodočašća. Mazar-e Šarif se razvijao u sjeni većeg grada Balha koji je napušten 1866. zbog epidemije malarije i nakon toga se Mazar-e Šarif jače razvija.
Grad je imao miran razvoj u sklopu Afganistana do sovjetske invazije na Afganistan 1979. kad u gradu nastaje sovjetska vojna baza koju napadaju islamistički pobunjenici. Nakon odlaska sovjetskih snaga 1989. se za nadzor nad gradom bore razne islamističke vojske. Od 1990. gradom vlada uzbečki ratni vođa Abdul Rashid Dostum. 1997. su grad zauzeli Talibani koji su ubrzo protjerani, ali su se vratili 1998. i izvršili pokolj hazarskog stanovništva. Mazar-e Šarif je bio prvi veći afganistanki grad koji se oslobodio talibanske vlasti nakon intervencije međunarodnih snaga pod vodstvom SAD-a 2001.

## Zemljopis
Mazar-e Šarif je smješten na sjeveru Afganistana, u dolini rijeke Amu-Darje. Rijeka teče nedaleko od grada duž afganistansko-uzbekistanske granice. Klima je stepska s malo padalina. Postoji dobra prometna veza s Uzbekistanom. Danas se gradi željeznička pruga od grada prema Uzbekistanu.

## Znamenitosti
Daleko najvažnija znamenitost je svetište Hazrat Ali (Plava džamija) u kojem je pokopan imam Alija, te je značajan hodočasnički centar. Značajne su ruševine starog grada Balha nedaleko od grada.

## Gospodarstvo
Mazar-e Šarif je značajan trgovački centar zbog dobrih prometnih veza sa susjednim državama, posebno Uzbekistanom. Zbog svetišta Hazrat Ali Mazar-e Šarif ima velik turistički potencijal koji nije iskorišten zbog nesigurnosti u Afganistanu. U okolici grada je razvijena poljoprivreda i stočarstvo, posebno uzgoj karakul ovce.